# Bit shu-tum
Bit shu-tum es un almacén edificado en Babilonia que sirve de culto para el dios Enlil. Fue construido por Hammurabi en 1763 a. C., como imagen para la diosa Shala, esposa del dios Adad y madre de Girru.